# Amblypsilopus gorodkovi
Amblypsilopus gorodkovi är en tvåvingeart som beskrevs av Grichanov 1996. Amblypsilopus gorodkovi ingår i släktet Amblypsilopus och familjen styltflugor. Inga underarter finns listade i Catalogue of Life.